# Calophasia nisseni
Calophasia nisseni là một loài bướm đêm trong họ Noctuidae.